# Obermaat
Der Obermaat ist ein Dienstgrad der Bundeswehr und früherer deutscher Streitkräfte.

## Bundeswehr
Der Obermaat ist einer der Dienstgrade der Bundeswehr für Marineuniformträger. Gesetzliche Grundlage ist die Anordnung des Bundespräsidenten über die Dienstgradbezeichnungen und die Uniform der Soldaten und das Soldatengesetz.

### Dienstgradabzeichen
Die Dienstgradabzeichen des Obermaats zeigen zwei mit der Öffnung gegenübergestellte Winkel mit den Spitzen nach oben und unten, der Oberwinkel begleitet von einem weiteren Oberwinkel darüber, auf beiden Oberärmeln. Die Schulterklappen zeigen eine geschlossene Tresse in Form einer Umrandung.

### Sonstiges
Die Dienstgradbezeichnung ranggleicher Luftwaffen- und Heeresuniformträger lautet Stabsunteroffizier. Hinsichtlich Befehlsbefugnis, Ernennung, Sold, den nach- und übergeordneten Dienstgraden, ähnlich auch hinsichtlich der Dienststellungen sind Obermaate und Stabsunteroffiziere gleichgestellt.
| Unteroffizierdienstgrad |                             |                                               |
| Niedrigerer Dienstgrad |                             | Höherer Dienstgrad                            |
| Unteroffizier Maat Fahnenjunker Seekadett                                                                                       | Stabsunteroffizier Obermaat | Feldwebel Bootsmann Fähnrich Fähnrich zur See |
| Dienstgradgruppe: Mannschaften – Unteroffiziere o.P. – Unteroffiziere m.P. – Leutnante – Hauptleute – Stabsoffiziere – Generale |                             |                                               |

## Nationale Volksarmee
Der Obermaat war ein Dienstgrad der Volksmarine. Rangniedriger war der Maat, ranghöher der Meister.

## Wehrmacht
Der Obermaat war ein Dienstgrad der Kriegsmarine. Rangniedriger war der Maat, ranghöher der Bootsmann (bzw. alternativ je nach Laufbahn und Verwendung Oberbootsmannsmaat, Oberfeuerwerksmaat, Obermaschinistenmaat oder Obersteuermannsmaat).